# Eutypomys
L'eutipomio (gen. Eutypomys) è un mammifero roditore estinto, appartenente ai castorimorfi. Visse tra l'Eocene superiore e l'Oligocene superiore (circa 37 - 25 milioni di anni fa) e i suoi resti fossili sono stati ritrovati in Nordamerica.

## Descrizione
Questo animale doveva essere vagamente simile a una nutria o a una marmotta, e anche le dimensioni dovevano essere simili. Il corpo era relativamente snello e forte. Alcune caratteristiche craniche di Eutypomys erano simili a quelle che si riscontrano nei castoridi, in particolare per quanto riguarda i fori cranici: il forame mascellare posteriore era circondato completamente dall'osso mascellare, quello infraorbitale era modificato e quello sfenopalatino era interamente circondato dalla mascella. Il forame palatino dorsale era inoltre separato dallo sfenopalatino e situato nella sutura orbitosfenoide-mascella, mentre quello interorbitale era posto dietro il forame ottico. Queste ultime due caratteristiche sono presenti unicamente nei castoridi. Al contrario degli sciuridi, Eutypomys era sprovvisto di processo postorbitale, e il pattern di sviluppo dei molari ricordava quello dei roditori arcaici come Paramys.

## Classificazione
Eutypomys è considerato un membro di una famiglia a sé stante (Eutypomyidae), considerata però vicina all'origine dei Castoridae, nell'ambito dei Castorimorpha. La specie tipo è Eutypomys thomsoni, descritto per la prima volta da William Diller Matthew nel 1905 e noto per vari resti fossili provenienti dalla transizione Eocene/Oligocene del Dakota del Sud e del Nebraska. Altre specie ascritte a questo genere sono  E. acares, E. hibernodus, E. inexpectatus, E. obliquidens, E. parvus (tutte dell'Eocene superiore - Oligocene inferiore) ed E. montanensis, la più recente, dell'Oligocene superiore. 